# Alice Stern
Pour les articles homonymes, voir Stern.
Alice Stern est une écrivaine française.

## Biographie
Elle traduit de l'allemand l'ouvrage Napoléon, d'Emil Ludwig, avec une préface d'Henry Bidou. Elle est lauréate du prix d'Académie de l'Académie française pour cette traduction, qui bénéficie de critiques flatteuses,,,,,.

## Œuvres
- Napoléon, de Emil Ludwig - 1928, réédité en 1930, 1960 et 2012 (traduction, préface d'Henry Bidou)